# Angela Stanford
Angela Stanford, née le 28 novembre 1977 à Fort Worth (Texas), est un golfeuse professionnelle américaine disputant le LPGA Tour. Elle compte cinq victoires dont quatre dans la LPGA Tour et une dans le FUTURES Tour. Dans les tournois majeurs, sa meilleure performance est une seconde place lors de l'Open américain en 2003 battue par sa compatriote Hilary Lunke en play-off. Elle a pris part également à trois Solheim Cup dont deux victoires en 2007 et 2009.

## Palmarès
Angela Stanford compte au total cinq titres professionnelles, quatre sur le circuit de la LPGA (américain) et un sur le circuit Futures. Sa meilleure performance sur un tournoi majeur est une seconde place à l'Open américain en 2003. A 40 ans, elle remporte, à la surprise générale, son premier majeur en septembre 2018, à l'occasion du Evian Championship.

### Victoires professionnelles (5)
| Année    | Tournoi                         | Tournoi                          | Tournoi |
| -------- | ------------------------------- | -------------------------------- | ------- |
| 2000 (1) | Summit Consulting SBC (Futures) |                                  |         |
| 2003 (1) | ShopRite LPGA Classic (LPGA)    |                                  |         |
| 2008 (2) | Bell Micro LPGA Classic (LPGA)  | Lorena Ochoa Invitational (LPGA) |         |
| 2009 (1) | SBS Open (LPGA)                 |                                  |         |
| 2018 (1) | Evian Championship              |                                  |         |

### Parcours en tournois majeurs
| Tournoi                   | 2000 | 2001 | 2002 | 2003 | 2004 | 2005 | 2006 | 2007 | 2008 | 2009 |
| ------------------------- | ---- | ---- | ---- | ---- | ---- | ---- | ---- | ---- | ---- | ---- |
| Championnat Kraft Nabisco | DNP  | DNP  | DNP  | T51  | CUT  | T58  | CUT  | T10  | T15  | T12  |
| Championnat de la LPGA    | DNP  | CUT  | T59  | T27  | T4   | T16  | T29  | T33  | T25  | T5   |
| Open américain            | CUT  | CUT  | CUT  | T2   | CUT  | T10  | T49  | T16  | T58  | CUT  |
| Open britannique          | X    | X    | T13  | T64  | CUT  | CUT  | T36  | CUT  | CUT  | T20  |

| Tournoi                   | 2010           | 2011           | 2012           | 2013 | 2014 | 2015 | 2016 | 2017 |
| ------------------------- | -------------- | -------------- | -------------- | ---- | ---- | ---- | ---- | ---- |
| Championnat Kraft Nabisco | T15            | T3             | T11            | T19  | T7   | T11  | CUT  | T47  |
| Championnat de la LPGA    | T25            | T30            | CUT            | T28  | T30  | T41  | CUT  | CUT  |
| Open américain            | T19            | T4             | T54            | T4   | T30  | T26  | T11  | T33  |
| Open britannique          | T50            | T22            | T23            | T17  | T5   | T21  | T60  | CUT  |
| The Evian Championship    | Majeur en 2013 | Majeur en 2013 | Majeur en 2013 | T6   | CUT  | CUT  | 7    | T18  |

DNP = N'a pas participé

CUT = A raté le Cut

"T" = Égalité

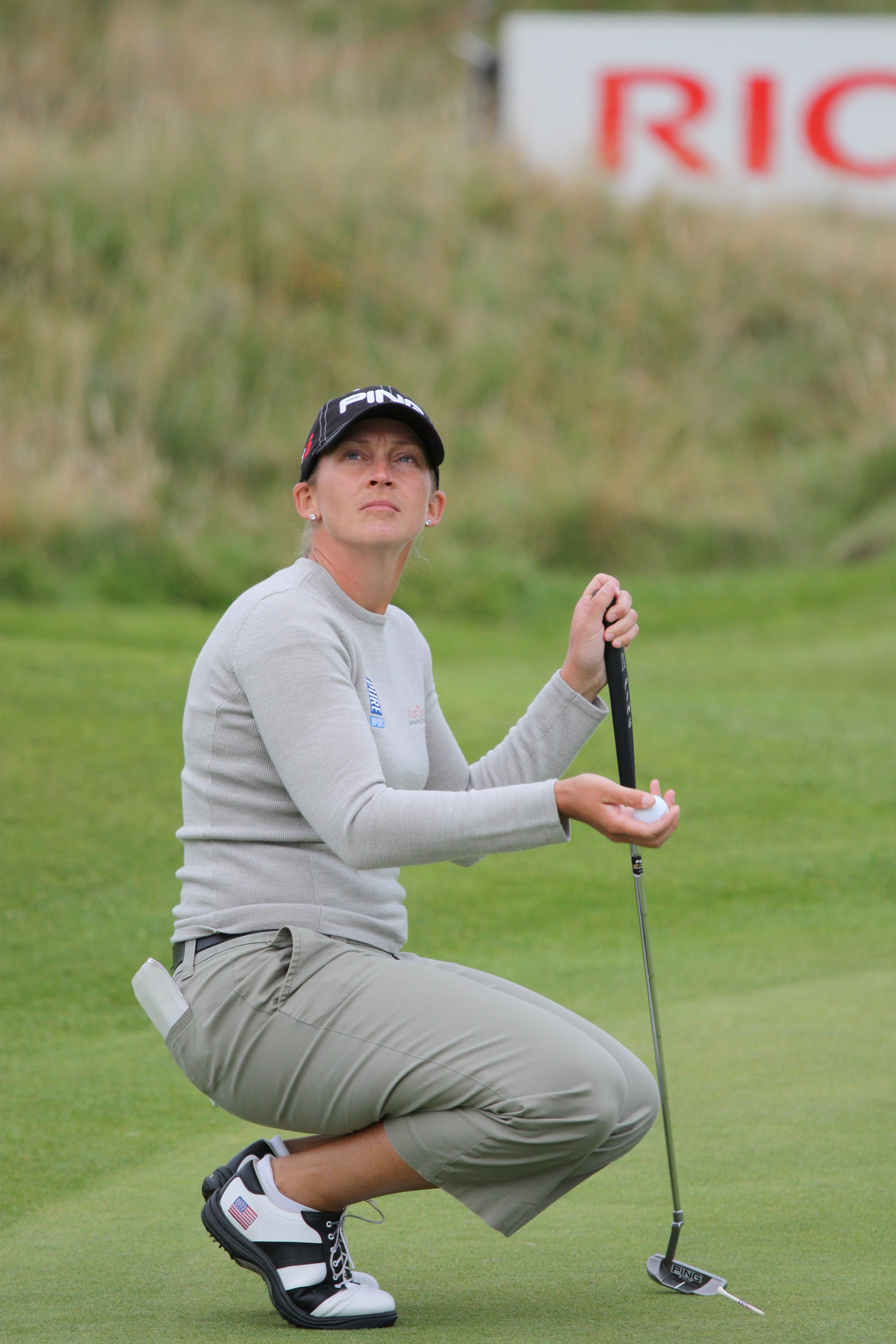
Angela Stanford à l'Open britannique en 2009.

Le fond vert montre les victoires et le fond jaune un top 10.

### Solheim Cup
- Participations et victoire à la Solheim Cup : 2003, 2007 et 2009.
- 9 matchs disputé (3 victoires, 4 défaites, 3 parties partagées)